# Hop (film, 2011)
Pour le film sorti en 2002, voir Hop (film, 2002). Pour les articles homonymes, voir Hop.
Pour plus de détails, voir Fiche technique et Distribution.
Hop est un film américain réalisé par Tim Hill et sorti en 2011.
Il mêle images animées et prises de vues réelles.
Le film suit Robbie, un jeune lapereau qui est sur le point de prendre la relève de son père en tant que lapin de Pâques. Il quitte sa maison sur la célèbre île pour poursuivre son rêve de devenir un batteur à Hollywood. Il est percuté par Fred O'Hare, un tire-au-flanc sans emploi, qui rejoignait la maison dont il devait devenir le concierge. Simulant une blessure, Robbie convainc Fred de l'emmener le temps qu'il se remette sur pied. Il crée des problèmes dans la maison et lors de l'entretien d'embauche de Fred. Pendant ce temps, Carlos, le poussin de Pâques, frustré de ne pas être autorisé à remplacer Robbie, se révolte et séquestre le père de celui-ci.

## Synopsis
Sur l'Île de Pâques, où est installée l’usine de bonbons de Pâques, un jeune lapin nommé Robbie est destiné à succéder à son père en tant que Lapin de Pâques. Intimidé par les exigences, Robbie ignorant les ordres de son père et s'enfuit à Hollywood pour poursuivre son rêve de devenir batteur. À Van Nuys, Robbie est frappé par Fred O'Hare, un fainéant au chômage qui se rendait chez le patron de sa sœur Samantha parce qu’elle a peur des chiens et aussi parce il a été chassé de la maison par son père, Samantha lui a même arrangé un entretien d'embauche dans une entreprise de jeux vidéo. Après une panique initiale, due précisément au fait que Robbie sait parler, Robbie simule sa blessure pour convaincre Fred de le garder pour qu’il puisse se rétablir, mais quand Robbie met du désordre et enfreint une règle de Samantha, Fred tente de le lâcher en pleine nature sauvage. Cependant, Robbie persuade Fred de le laisser rester en prétendant être le lapin de Pâques, dont Fred avait été témoin de la livraison des œufs lorsqu'il était enfant et est devenu fasciné par Pâques depuis.
Pendant ce temps, le père Robbie envoie ses gardes royaux, les Bérets roses, pour chercher Robbie et le ramener. À Hollywood, Robbie voit les bérets se rapprocher de lui et se cache à l'intérieur de l’entreprise où Fred a un entretien d'embauche. Robbie profite d'une session d'enregistrement réussie avec The Blind Boys of Alabama pour jouer un batteur remplaçant, mais ruine l'entretien d'embauche de Fred. Dans le processus, Robbie reçoit un conseil sur une éventuelle audition pour David Hasselhoff, et après avoir joué pour lui, il l'invite à se produire dans son spectacle.
Par la suite, Fred assiste avec un Robbie caché à une pièce de théâtre scolaire sur Pâques qui est joué par sa jeune sœur adoptive, Alex. Robbie, croyant que les bérets roses l'ont trouvé en raison des trois ombres de costume de lapin sur un mur et dégoûté par l'horrible interprétation d'Alex, se montre sur scène et perturbe le spectacle, forçant Fred à faire semblant d'être un ventriloque avec Robbie comme son mannequin, et les deux chante sur scène « J’aime les bonbons ». Le père de Fred, Henry, et Alex, sont tous deux en colère contre Fred pour avoir volé la vedette, mais en voyant les décorations de Pâques, Fred est inspiré pour être le nouveau lapin de Pâques à la place de Robbie. Bien que sceptique, Robbie accepte de le former et découvre que Fred a un véritable talent pour cela.
Pendant ce temps, le commandant en second du lapin de Pâques, Carlos le poussin, aillant tenter à plusieurs reprises de demander à son patron de lui remettre la succession sans succès, il décide alors de prépare un coup d'État contre lui pour prendre son poste. Carlos inspire les poussins dans son complot et commence à s'entraîner pour devenir le « poussin de Pâques ». Le lendemain matin, alors que Robbie est sur le point d'aller au spectacle d’Hasselhoff, il remarque les bérets roses et prépare un leurre pour simuler sa mort, laissant Fred derrière lui. Les bérets voient le leurre et, horrifiés que Fred ait apparemment tué Robbie, le capturent et l'emmènent a l'île de Pâques. Fred est confronté au père de Robbie et à Carlos, qui prend le contrôle de l'usine de Pâques, attachant le père de Robbie et s’apprête à le faire bouillir vivants avec Fred. Pendant ce temps, Robbie commence à se sentir coupable d'avoir abandonné Fred, et est convaincu par Hasselhoff dans son émission de revenir et d'aider son ami.
Robbie retourne à l'usine, confrontant Carlos, mais il se retrouve immobilisé dans des bonbons en gélatine et jeté dans la ligne de sculpture des lapins en chocolats. Robbie survit en esquivant les lames de la machine, tandis que Fred mange à travers les cordes de réglisse noire, s'échappant avec le père de Robbie. Carlos se transforme en un hybride poussin-lapin en raison de la magie de l’œuf du destin, et se bat avec Robbie, le battant facilement en raison de sa taille. Carlos essaie ensuite de diriger le traîneau à œufs avec son acolyte Phil pour débuter sa tournée, mais Robbie improvise une session de batterie qui pousse Phil à danser de manière incontrôlable au rythme et à fournir les mauvais signaux, provoquant l'écrasement du traîneau et à soumettre Carlos. Robbie et son père se réconcilient, et lui et Fred sont couronnés co-lapins de Pâques. De retour à la maison, Fred se réconcilie avec son père et sa famille en leur annonçant son nouveau job, puis il décolle avec Robbie, Carlos étant forcé de tirer le traîneau à œufs.
Dans une scène post-crédit, Fred livre un panier de Pâques à une dame chinoise qui n’approuvait pas encore Pâques. Fred explique à Robbie en mandarin que les chinois étaient intéressé par Pâques mais que les lapins qui parle les dérangeaient.

## Fiche technique
- Titre original et français : Hop
- Réalisation : Tim Hill
- Scénario : Cinco Paul, Brian Lynch et Ken Daurio, d'après une histoire de Cinco Paul et Ken Daurio
- Musique : Christopher Lennertz
- Décors : Richard Holland
- Costumes : Alexandra Welker
- Direction de la photographie : Peter Lyons Collister
- Montage : Peter S. Elliot et Gregory Perler
- Direction artistique : Charlie Daboub
- Production : Chris Meledandri, Michele Imperato Stabile
  - Production exécutive : John Cohen
  - Production associée : Wendy Geary
- Société de production : Relativity Media et Illumination Entertainment
- Société de distribution : Universal Pictures
- Budget : 63 millions de dollars$
- Pays de production :  États-Unis,  Canada[1],  Japon[2]
- Langue originale : anglais
- Genre : comédie, aventure, animation
- Format : couleur - 1,85:1 - Dolby stéréo
- Dates de sortie :
  - Canada, États-Unis, Suisse : 1er avril 2011
  - France : 6 juillet 2011

## Distribution
- James Marsden (VF : Jean-Christophe Dollé ; VQ : Daniel Roy) : Fred O’Hare
- Kaley Cuoco (VF : Chloé Stefani ; VQ : Kim Jalabert) : Samantha O’Hare
- Elizabeth Perkins (VF : Jeanne Savary ; VQ : Lisette Dufour) : Bonnie O’Hare
- David Hasselhoff (VF : Michel Voletti ; VQ : Daniel Picard) : lui-même
- Gary Cole (VF : Thibault de Montalembert ; VQ : Jean-Luc Montminy) : Henry O'Hare
- Tiffany Espensen (VF : Claire Bouanich ; VQ : Ludivine Reding) : Alex O'Hare
- Dustin Ybarra (VF : Fabien Gravillon) : Cody
- Chelsea Handler : Mme Beck

### Voix des personnages

#### Version originale
- Russell Brand : Robbie, le lapin
- Hugh Laurie : père de Robbie
- Hank Azaria : Carlos / Phil

#### Version française
- Michael Gregorio : Robbie, le lapin
- Christian Gonon : père de Robbie
- Diego Asensio : Carlos
- Martin Amic : Phil

Source et légende : Version française (VF) sur RS Doublage et sur le site d’AlterEgo (la société de doublage)

#### Version québécoise
- Hugolin Chevrette-Landesque : Robbie, le lapin
- Jacques Lavallée : père de Robbie
- Marc Saint-Martin : Carlos
- Frédéric Desager : Phil

Source et légende : Version québécoise (V. Q.)

## Musique
La chanson japonaise du générique s'appelle Hug Tomo par Not Yet,,,.